# (32060) Wyattpontius
(32060) Wyattpontius est un astéroïde de la ceinture principale.

## Description
(32060) Wyattpontius est un astéroïde de la ceinture principale. Il fut découvert le 7 mai 2000 à Socorro (Nouveau-Mexique) par le projet LINEAR. Il présente une orbite caractérisée par un demi-grand axe de 2,91 UA, une excentricité de 0,19 et une inclinaison de 1,4° par rapport à l'écliptique.

## Compléments